# Olof Djurfeldt
Olof Petrus Djurfeldt, född 13 maj 1931 i Madesjö i Kalmar län, död 22 januari 2022 i Sollentuna distrikt i Stockholms län, var en svensk journalist, författare, pastor och missionär.

## Biografi
Olof Djurfeldt var son till pastor Gustaf Djurfeldt och sömmerskan Ebba, född Isakson. 1957 avlade han en fil. kand., gick på École coloniale Bryssel 1957–1958 och blev fil. lic. 1967. Han var biträdande pastor i pingstförsamlingen i Borlänge 1951–1954, ämneslärare vid Skara högre allmänna läroverk 1956–1957 och missionär i Zaire och Burundi 1959–1962.
Från 1965 var han andre redaktör för tidningen Dagen och därmed närmaste man och rådgivare till Lewi Pethrus. Djurfeldt efterträdde Pethrus som chefredaktör efter hans död hösten 1974, en post som han innehade till 1984. Han var sedan chefredaktör för ledar- och kulturavdelningarna 1985–1991. 1991–1996 var han både chefredaktör och ansvarig utgivare.
Djurfeldt var sekreterare i kommissionen för pingströrelsens Europakonferens samt anlitades som predikant och föreläsare, både i Sverige och utomlands, företrädesvis inom pingströrelsen. Han är begravd på Silverdals griftegård i Sollentuna.